# Ronde van Emilia 2024
De 107e editie van de wielerwedstrijd Ronde van Emilia vond plaats op 5 oktober 2024. De wedstrijd startte in Vignola en finishte 215,3 kilometer op de beklimming naar Santuario Madonna di San Luca. De wedstrijd maakte deel uit van de UCI ProSeries, met de categorie 1.Pro. De Sloveen Tadej Pogačar, die een week eerder wereldkampioen was geworden, won zijn eerste koers in de regenboogtrui. De Brit Tom Pidcock en Davide Piganzoli uit Italië vergezelden hem op het podium. Eerder op de dag won Elisa Longo Borghini de wedstrijd voor vrouwen.

## Uitslag
| Plaats  | Naam               | Ploeg                         | Tijd     |
| ------- | ------------------ | ----------------------------- | -------- |
| Winnaar | Tadej Pogačar      | UAE Team Emirates             | 5u14'44" |
| 2       | Tom Pidcock        | INEOS Grenadiers              | + 1'54"  |
| 3       | Davide Piganzoli   | Polti Kometa                  | z.t.     |
| 4       | Michael Woods      | Israel-Premier Tech           | z.t.     |
| 5       | Simon Yates        | Jayco AlUla                   | + 2'02"  |
| 6       | Roger Adrià        | Red Bull-BORA-hansgrohe       | + 2'04"  |
| 7       | Wilco Kelderman    | Visma \| Lease a Bike         | z.t.     |
| 8       | Enric Mas          | Movistar                      | + 2'08"  |
| 9       | Archie Ryan        | EF Education-EasyPost         | + 2'13"  |
| 10      | Lorenzo Fortunato  | Astana Qazaqstan              | + 2'15"  |
| 11      | Christian Scaroni  | Astana Qazaqstan              | + 2'18"  |
| 12      | Adam Yates         | UAE Team Emirates             | + 2'20"  |
| 13      | Simone Velasco     | Astana Qazaqstan              | + 2'25"  |
| 14      | Attila Valter      | Visma \| Lease a Bike         | + 2'28"  |
| 15      | Nairo Quintana     | Movistar                      | z.t.     |
| 16      | Guillaume Martin   | Cofidis                       | + 2'29"  |
| 17      | Matteo Jorgenson   | Visma \| Lease a Bike         | z.t.     |
| 18      | Domenico Pozzovivo | VF Group-Bardiani CSF-Faizanè | z.t.     |
| 19      | Dylan Teuns        | Israel-Premier Tech           | + 2'36"  |
| 20      | Florian Lipowitz   | Red Bull-BORA-hansgrohe       | + 2'37"  |

Ronde van Valencia ·
Figueira Champions Classic ·
Ronde van Oman ·
Clásica de Almería ·
Ronde van de Algarve ·
Ruta del Sol ·
Ardèche Classic ·
Drôme Classic ·
Kuurne-Brussel-Kuurne ·
Trofeo Laigueglia ·
Nokere Koerse ·
Milaan-Turijn ·
GP Denain ·
Bredene Koksijde Classic ·
Grote Prijs Miguel Indurain ·
Scheldeprijs ·
Brabantse Pijl ·
Ronde van de Alpen ·
Ronde van Turkije ·
Grote Prijs van Plumelec ·
Tro Bro Léon ·
Ronde van Hongarije ·
Vierdaagse van Duinkerke ·
Boucles de la Mayenne ·
Ronde van Noorwegen ·
Circuit Franco-Belge ·
Brussels Cycling Classic ·
Dwars door het Hageland ·
Ronde van België ·
Ronde van Slovenië ·
Ronde van het Qinghaimeer ·
Ronde van Wallonië ·
Arctic Race of Norway ·
Ronde van Burgos ·
Ronde van Denemarken ·
Ronde van Duitsland ·
Maryland Cycling Classic ·
Ronde van Groot-Brittannië ·
Grote Prijs van Fourmies ·
GP Industria & Artigianato-Larciano ·
Coppa Sabatini ·
Grote Prijs van Wallonië ·
Ronde van Luxemburg ·
Super 8 Classic ·
Ronde van Langkawi ·
Ronde van het Münsterland ·
Ronde van Emilia ·
Parijs-Tours ·
Coppa Bernocchi ·
Ronde van de Drie Valleien ·
Ronde van Piemonte ·
Ronde van het Taihu-meer ·
Ronde van Veneto ·
Japan Cup ·
Veneto Classic
Wielerweek van Valencia · 
Nokere Koerse · 
Dwars door Vlaanderen · 
Brabantse Pijl · 
Clásica Féminas de Navarra · 
GP Ciudad de Eibar ·  
Ronde van Thüringen · 
GP Stuttgart · 
Ronde van Emilia · 
Ronde van de Drie Valleien
1909 · 1910 · 1911 · 1912 · 1913 · 1914 · 1915 · 1916 · 1917 · 1918 · 1919 · 1920 · 1921 · 1922 · 1923 · 1924 · 1925 · 1926 · 1927 · 1928 · 1929 · 1930 · 1931 · 1932 · 1933 · 1934 · 1935 · 1936 · 1937 · 1938 · 1939 · 1940 · 1941 · 1942 · 1943 · 1944 · 1945 · 1946 · 1947 · 1948 · 1949 · 1950 · 1951 · 1952 · 1953 · 1954 · 1955 · 1956 · 1957 · 1958 · 1959 · 1960 · 1961 · 1962 · 1963 · 1964 · 1965 · 1966 · 1967 · 1968 · 1969 · 1970 · 1971 · 1972 · 1973 · 1974 · 1975 · 1976 · 1977 · 1978 · 1979 · 1980 · 1981 · 1982 · 1983 · 1984 · 1985 · 1986 · 1987 · 1988 · 1989 · 1990 · 1991 · 1992 · 1993 · 1994 · 1995 · 1996 · 1997 · 1998 · 1999 · 2000 · 2001 · 2002 · 2003 · 2004 · 2005 · 2006 · 2007 · 2008 · 2009 · 2010 · 2011 · 2012 · 2013 · 2014 · 2015 · 2016 · 2017 · 2018 · 2019 · 2020 · 2021 · 2022 · 2023 · 2024